# Koto Bangun (Tapung Hilir)
Koto Bangun is een bestuurslaag in het regentschap Kampar van de provincie Riau, Indonesië. Koto Bangun telt 4071 inwoners (volkstelling 2010).